# تپه درماران
تپه درماران مربوط به عصر مفرغ است و در شهرستان دالاهو، بخش مرکزی، ۲/۵ کیلومتری جنوب غربی شهر کرند واقع شده و این اثر در تاریخ ۲۷ اسفند ۱۳۸۶ با شمارهٔ ثبت ۲۲۴۰۴ به‌عنوان یکی از آثار ملی ایران به ثبت رسیده‌است.